# Ландшафтный парк Херцберге
Ландшафтный парк Херцберге (нем. Landschaftspark Herzberge) — территория примерно 100 га в берлинском округе Лихтенберг вокруг Евангелической клиники (KEH). Как ландшафтный парк эта территория известна с 2010 года после превращения нескольких разрозненных жилых и экономических зон с многочисленными проблемами в единую модель развития экологических проектов городского сельского хозяйства в столичном районе.

## Расположение
Современный парк Херцберге расположен в районе Лихтенберг, который входит в восточный берлинский округ Лихтенберг.
Ближайшие к парку улицы — Херцбергерштрассе, Аллея космонавтов, Ландсбергер-аллея, Ринштрассе. С юго-восточной стороны парка к нему примыкает Центральное кладбище Фридрихсфельде.

## История
В конце XIX века на полях и лугах поблизости от Херцбергерштрассе строились разнообразные промышленные объекты, а с 1889 года здесь началось возведение зданий клиники, получившей своё название в честь королевы Пруссии Елизаветы Людовики Баварской (подробнее…). Ядром будущего парка стал заложенный в 1900 году при клинике свой сад, где для питания больных выращивали фрукты и овощи. Пациенты психиатрического отделения в лечебных целях привлекались здесь к труду.
В мирные годы первой половины XX века в этих местах строили водонапорные сооружения, прокладывали наземные трубы теплотрассы и железнодорожные пути к сортировочной станции, где разгружали товарные вагоны.
Поблизости от северного въезда на территорию клиники был построен стадион, на котором проводились отборочные соревнования и тренировки в преддверии берлинской Олимпиады 1936 года. Во времена ГДР стадион переоборудовали в студенческий палаточный лагерь Союза свободной немецкой молодёжи (FDJ). В конце 1980-х годов многие части парка оказались в запущенном состоянии, с мусорными свалками. Вслед за падением Берлинской стены и объединением Германии в 1990-е годы началась постепенная расчистка территории вместе со сносом устаревших промышленных сооружений.

## Переустройство с 2004 года
По инициативе существующего с 1990 года общественного аграрного объединения (нем. Agrarbörse Deutschland Ost e.V.) в 2004 году при активной поддержке администрации округа Лихтенберг было разработано несколько экологических проектов развития с целью превращения заброшенной территории в образцовый ландшафтный парк Херцберге. Возрождению из руин помогла идея создания здесь городского сельского хозяйства.
С 2009 года помимо зон отдыха здесь выделено 20 га площади под разведение породы грубошёрстных померанских овец. Оборудованы условия для пчеловодства. Место бывшего стадиона подготавливается к завозу коров. Разнообразные нововведения постепенно превращают парк Херцберге в природный оазис.
Ландшафтный парк Херцберге официально включён в реестр природоохранных объектов Берлина. На его территории соседствуют жилые и коммерческие строения; за́лежные земли; цветники; модернизированные водно-болотные территории с биотопами, где разводят разные виды актиний; небольшая пасека; природные зоны для круглогодичного обитания грубошёрстных померанских овец. С 2013 года началось претворение в жизнь идеи разведения также коров длинношёрстной шотландской породы. 
Для развлекательного отдыха взрослых и детей в парке есть художественно оформленные рекреации, где проходят разнообразные культурные события, календарные праздники, например, ежегодный  праздник урожая. В парке планомерно разветвляется система пешеходных и велосипедных дорожек.